# چرم‌سازی همدان
چرم‌سازی همدان به بررسی روش ساخت چرم در شهر همدان و دگرگونی‌های مربوط به آن می‌پردازد.

## پیشینه
شهر همدان از شهرهای مهم تولید و صادرکنندهٔ چرم در ایران است. سابقهٔ این صنعت در همدان چنان طولانی است که این شهر را شهر دباغخانه‌ها نیز نامیده‌اند. ویلیامز جکسن مستشرق و زبانشناس آمریکایی که در سال ۱۲۸۱ شمسی از همدان دیدار کرده‌است، در کتاب سفرنامهٔ جکسن می‌نویسد، بازرگانان از این شهر به عنوان انبار ایران یاد می‌کنند. از جمله کالاهای بازرگانی اجناس چرم را باید نام برد، زیرا همدان شهر دباغخانه هاست و همدانیان در ساختن و پرداختن و عمل آوردن پوست گاو و گوسفند و ساختن اشیاء مفید و اجناس تجملی از آن‌ها شهره‌اند.
تا اوایل حکومت پهلوی تولید چرم در شهر همدان از رونق بسیاری برخوردار بود، به طوری که چرم همدان و کالاهای چرمی ساخته شده از آن، شهرت جهانی داشت. از سال ۱۳۰۹ شمسی با ایجاد تغییراتی در نحوهٔ شهرسازی و به بهانهٔ کنترل بیماری‌ها و رعایت نکات بهداشتی، از ادامهٔ کار کارگاه‌های دباغی در داخل شهر جلوگیری به عمل آمد و این کارگاه‌ها در دو محل خارج از شهر استقرار داده‌شد. از سوی دیگر با ورود ماشین و کالاهای وارداتی از جمله کفش و کیف و غیره از میزان تقاضای چرم کاسته شد و از آن پس تولیدات بیشتر به منظور صادرات فراهم آمد.
پس از روی کار آمدن اینترنت، مد و پوشاک زنان ایرانی دگرگونی بیشتری یافت و انواع چکمه و بوت پاشنه‌بلند زنانه چرمی توانستند تبدیل به بازاری تازه برای این صنعت در همدان شوند. پس از دهه ۲۰۰۰ میلادی، صنعت چرم همدان توانست سود قابل توجهی از بخش چکمه و کفش زنانه به دست آورد.

## تعریف چرم‌سازی
چرم‌سازی عبارتست از تهیه چرم از پوست حیوانات و جانوران بوسیلهٔ پاره‌ای مواد شیمیایی و اعمال فیزیکی و شیمیایی، که پوست از حالت ابتدایی خارج شده و به صورت ثابت و فاسدنشدنی در بیاید. به عبارت دیگر چرم‌سازی تغییر شکل‌دادن به پوست به کمک مواد دباغی و عملیات فیزیکی و شیمیایی و تهیهٔ چرم است.

### پوست
از آنجا که تعداد دام‌ها در سطح استان همدان به حدی نیست که در تمام طول سال نیاز کارخانه‌ها و کارگاه‌ها را تأمین کند، پوست خام از سایر استان‌های کشور به این استان وارد می‌شود.

### روش سنتی تولید چرم
در گذشته زنان، مردان و کودکان بسیاری در همدان به این کار اشتغال داشتند، و از آنجائیکه کاری سنگین بود، مردان تمام مراحل ساخت چرم را انجام می‌دادند و زنان به جدا کردن پشم از پوست‌ها، شستن پشم‌ها و ریسندگی پشم‌ها برای تبدیل نخ و غیره اشتغال داشتند، با تداول روش ماشینی، ساخت چرم به شیوهٔ سنتی کنار گذاشته شد ولی بطورکلی از بین نرفت و عده‌ای از علاقه‌مندان تولید چرم سنتی در کنار شغلی دیگر به کار خود ادامه دادند. در چند سال اخیر به دلیل گسترش بازار فروش چرم سنتی این شیوهٔ تولید رونق بیشتر یافته و به دلیل نداشتن ضایعات و پس آب‌های سمی مورد توجه قرار گرفته‌است.

## گونه‌های چرم سنتی
از گونه‌های چرم‌های سنتی که در گذشته در شهر همدان تهیه می‌شد، می‌توان از موارد زیر نام برد:
- چرم همدان: این نوع چرم از پوست گاو تهیه می‌شده‌است و برای رنگ آن از گِل وَرز که رنگ نارجی به دست می‌داده، استفاده می‌کردند. این چرم چنان‌که از نام آن پیداست مخصوص شهر همدان بوده و در هیچ جای ایران به خوبی همدان ساخته نمی‌شده‌است.
- چرم ساغری:از پوست اسب و الاغ ساخته می‌شده‌است.
- تیماج: چرم تهیه شده از پوست بز بوده‌است.
- می‌شن: از پوست گوسفند تهیه می‌شده و از آن برای آستر کفش، همیان (کمربندی که در آن پول می‌گذاشتند و بیشتر در سفر به کمر می‌بستند)، جلد کتاب، پوستین و غیره استفاده می‌شده‌است.
- پادوش:از پوست گاو تهیه می‌شده و از آنجا که چرم ضخیمی بوده از آن به عنوان زیرهٔ کفش استفاده می‌شده‌است.
- چرم گاومیش: از پوست گاومیش تهیه می‌شده و به دلیل ضخامت از آن به عنوان زیرهٔ کفش استفاده می‌شده‌است.
- چرم دوبور:از پوست بز نر ۲ ساله تهیه می‌شود.
- تودلی، زیرشکمی، کله پوست، گردن:از آن‌ها برای پر کردن داخل کفش، کفهٔ کفش و غیره استفاده می‌شد.[۵]

## اماکن واحدهای تولیدی
اولین کارخانهٔ تولید چرم به روش ماشینی در شهر همدان کارخانهٔ چرم ارباب اردشیر بود. این کارخانه حدود ۷۰ سال پیش به همت فردی به نام ارباب اردشیر یگانگی که زرتشتی مذهب بود، ساخته شد. در این کارخانه علاوه بر شیوهٔ کار، دستمزد کارگران، نحوهٔ رفتار با کارگران، امکانات بهداشتی و رفاهی و بسیاری موارد دیگر که تا آن زمان برای کارگران تازگی داشت به مرحلهٔ اجرا درآمد. این کارخانه اکنون تحت تملک دانشگاه بوعلی سینا است و به محل موزه تاریخ طبیعی همدان تبدیل شده‌است.
از دیگر قدیمی‌ترین کارخانه‌های چرم سازی در همدان، می‌توان به چرم همدان اشاره کرد که به همت حاج تقی شهباز بنا شده بود. ایشان در زمینه چرم سالامبور جزء نخستین بنیانگذاران این صنعت بودند.
هم‌اکنون در اطراف شهر همدان ۴ کارخانهٔ تولید چرم به نام‌های کارخانهٔ چرم جورقان در ۱۲ کیلومتری جادهٔ همدان-تهران، کارخانهٔ امیرالوند و کارخانهٔ جیروچرم در مجموع با نام شرکت صنعتی ویان به شیوهٔ ماشینی فعال است که تمامی آن‌ها به بخش خصوصی تعلق دارند.

علاوه بر این دو کارخانهٔ دیگر به نام چرم ساغری و کاویان چرم در شهرک صنعتی ویان نیز به زودی بهره‌برداری خواهد شد که با احتساب آنها، تعداد کارخانه‌ها به ۶ خواهد رسید. در سال‌های اخیر به دلیل افزایش بازار فروش، به تعداد کارگاه‌های سنتی نیز افزوده شده‌است.

## موقعیت کنونی همدان در بازار چرم
در گذشته با وجود مشکلات فراوان در تهیه و ساخت چرم و اشیای چرمی، چرم همدان از رونق بسیار و شهرت جهانی برخوردار بوده‌است. تغییر در نحوهٔ تولید سبب افزایش کمی و کیفی تولیدات و شرایط بهتر کار برای کارگران شده‌است ولی در مقام رقابت با استان‌های دیگر کشور چرم همدان از رشد نسبتاً کمی برخوردار بوده‌است.
با وجود تحریم‌های گوناگون، آسیب‌پذیری این صنعت در همدان افزایش یافت. اگرچه افزایش استفاده زنان از چکمه‌های چرمی در ایران، توانست بازار تازه‌ای برای این صنعت در همدان نیز ایجاد کند و انواع بوت زنانه تبدیل به تولیدی اساسی برای شهر شدند.